# ستان هارت
ستان هارت (بالإنجليزية: Stan Hart)‏ هو كاتب أمريكي، ولد في 12 سبتمبر 1928، وتوفي في 28 يوليو 2017.

## وصلات خارجية
- ستان هارت على موقع IMDb (الإنجليزية)
- ستان هارت على موقع قاعدة بيانات برودواي على الإنترنت (الإنجليزية)
- ستان هارت على موقع قاعدة بيانات الفيلم (الإنجليزية)